# Ligeia Siren
Ligeia Siren es un dibujo realizado en tiza por Dante Gabriel Rossetti en 1873.

## Historia
De acuerdo con los detallados registros biográficos de William Michael Rossetti, hermano de Rossetti, el dibujo iba a ser destinado en principio a William Graham junto con La Ghirlandata por un precio de 1.000 libras, si bien Graham se vio obligado a rechazarlo debido a las objeciones de su esposa por la desnudez representada en el mismo, siendo eventualmente vendido a Charles Howell en agosto de 1873. Tras pasar por las manos de varios propietarios al haber sido la obra utilizada como medio de pago para saldar deudas, el dibujo desapareció alrededor de 1880, no volviendo a saberse nada más de él hasta 1973, cuando fue vendido a un coleccionista privado por la casa de subastas Christie's.

## Composición

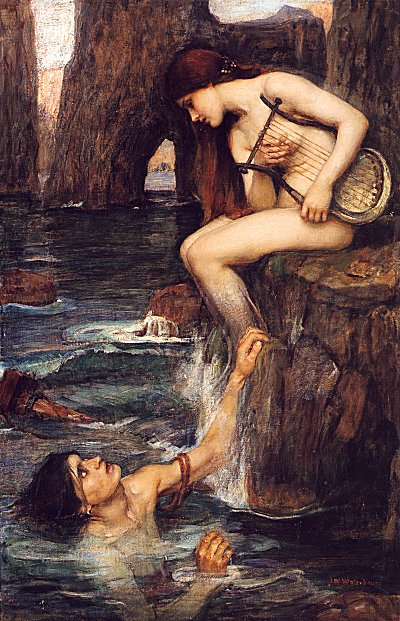
La Sirena, por John William Waterhouse (1900).

William Michael Rossetti afirmó que su hermano se había referido por escrito a Ligeia Siren como "ciertamente una de mis mejores obras", y pese a tratarse de un dibujo realizado en tiza, éste era, según el pintor, "una imagen elaborada". El cuerpo representa el de una mujer desconocida, siendo el rostro dibujado en base al de la modelo Alexa Wilding, sujeto referente en obras de Rossetti tales como Veronica Veronese y Lady Lilith, siendo esta última retocada años después de su finalización con el único objeto de mostrar el rostro de Wilding.
La obra representa a una sirena, criatura de la mitología griega, estando el dibujo de Rossetti inspirado principalmente en el libreto de 1869 escrito por el artista The Doom of the Sirens, en el cual Ligeia es una de las líderes femeninas. En vez de representar el tradicional encuentro entre la sirena y sus víctimas, atraídas estas últimas por su belleza y su música, como en La Sirena (1900), de John William Waterhouse, o Ulises y las Sirenas (1909), por Herbert James Draper, Rossetti muestra un momento atemporal, donde al contrario que en su libreto, la sirena aparece tranquila y relativamente indiferente a sus supuestas víctimas, situadas en el fondo de la obra. 
La sirena aparece de pie entre la vegetación tocando un instrumento insólito, con la mirada perdida en la distancia. El pájaro modelado en el instrumento indica que la figura femenina de la obra muestra a una sirena de la antigüedad, debido a que éstas eran originalmente representadas con alas o "pájaros habitados por almas de la muerte". Rossetti solía representar instrumentos musicales situados cerca de hermosas mujeres. En Ligeia Siren, la figura femenina aparece sujetando delicadamente una sarinda india, estando muchos artistas de la década de 1870 fascinados por la relación entre los sonidos, los colores y los sentidos. Walter Pater publicó en 1877 The School of Giorgione, donde afirma que "todo arte aspira constantemente hacia la condición de la música". Rossetti creía además que la música tenía el poder de introducirse y transportar al espectador a cualquier parte, así como la facultad de establecer un estado de ánimo, buscando el artista lograr este concepto en sus obras. Rossetti, además, solía hacer uso de esta musicalidad para expresar un punto de vista más amplio así como fascinación con la fisionomía de su obra, siendo ésta una forma en la que la belleza de las mujeres retratadas revela cualidades o verdades sobre ellas y extendiendo este concepto a los instrumentos representados. El uso y el posicionamiento de los instrumentos musicales en las obras de Rossetti eran normalmente calculados y mostrados con un propósito, incluso si la representación de los mismos resultaba impropia o inadecuada respecto de la figura principal: alcanzar sus objetivos simbólicos y expresivos, lo cual mejoraba o agudizaba las características físicas tanto de la figura como del instrumento.

## The Doom of the Sirens

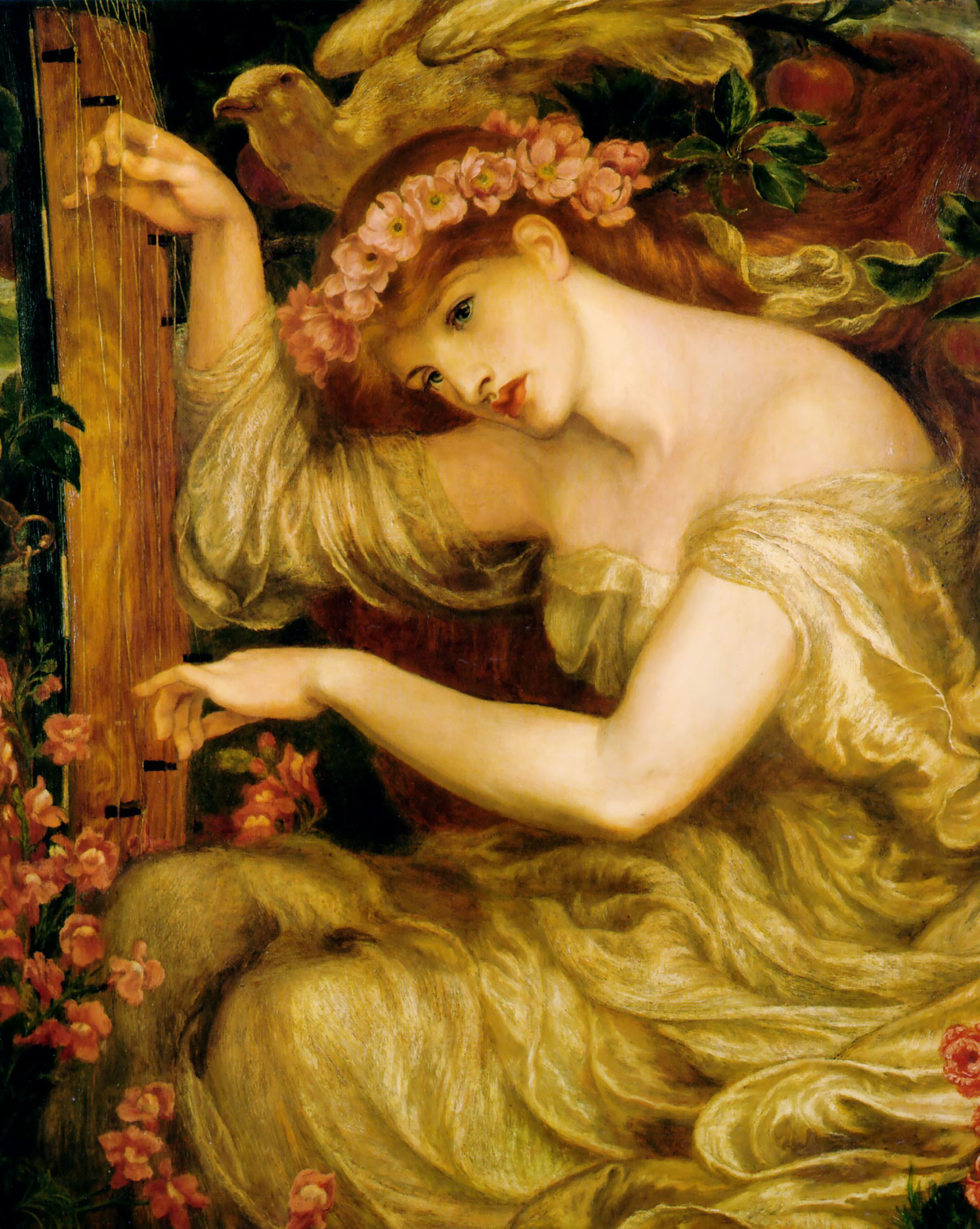
Un hechizo de mar, por Rossetti (1877).

Fuera de su círculo familiar, de amistades y de clientes, Rossetti era más conocido por su poesía y sus piezas de literatura que por su obra pictórica, si bien el libreto The Doom of the Sirens, publicado póstumamente por su hermano William, resulta ampliamente desconocido en la actualidad, constituyendo esta obra una de las obsesiones del autor: la femme fatale y su "exploración del complejo significado social y cultural de la figura (femenina)". De hecho, Rossetti escribió y pintó numerosas obras relacionadas con el mito de las sirenas: el poema Death's Songsters (1870) y la obra en prosa The Orchard Pit (1869), así como el dibujo Boatmen and Siren (1853) y la pintura al óleo Un hechizo de mar (1877).
En el libreto, Ligeia es una de las tres hermanas sirenas, siendo las otras Thelxiope y Thelxione, con quienes vive en una isla llamada Siren's Rock (Roca de las sirenas). Con su canción de amor, Ligeia habla de las vidas de un rey y una reina, cuyo hijo es milagrosamente rescatado por el mismo ermitaño que previamente había advertido a los monarcas de mantenerse alejados de la isla. Antes de morir, la reina maldice a Ligeia, quien debido a esto se enamorará de sus víctimas y morirá por ellas. Años después, el príncipe rescatado regresa a la isla y Ligeia sufre las consecuencias de la maldición.
Tanto en el libreto como en el dibujo, Rossetti plasmó varios temas significativos. Uno de ellos es la yuxtaposición de la dicotomía pagana y cristiana, el encuentro entre un ser mítico pagano y un príncipe cristiano, así como el triunfo de este último al final, siendo el otro, de mayor importancia para el artista, la supervivencia del amor cuando la muerte es evidente o incluso cuando ésta ya ha acontecido.

## Galería de imágenes (detalles de la obra)

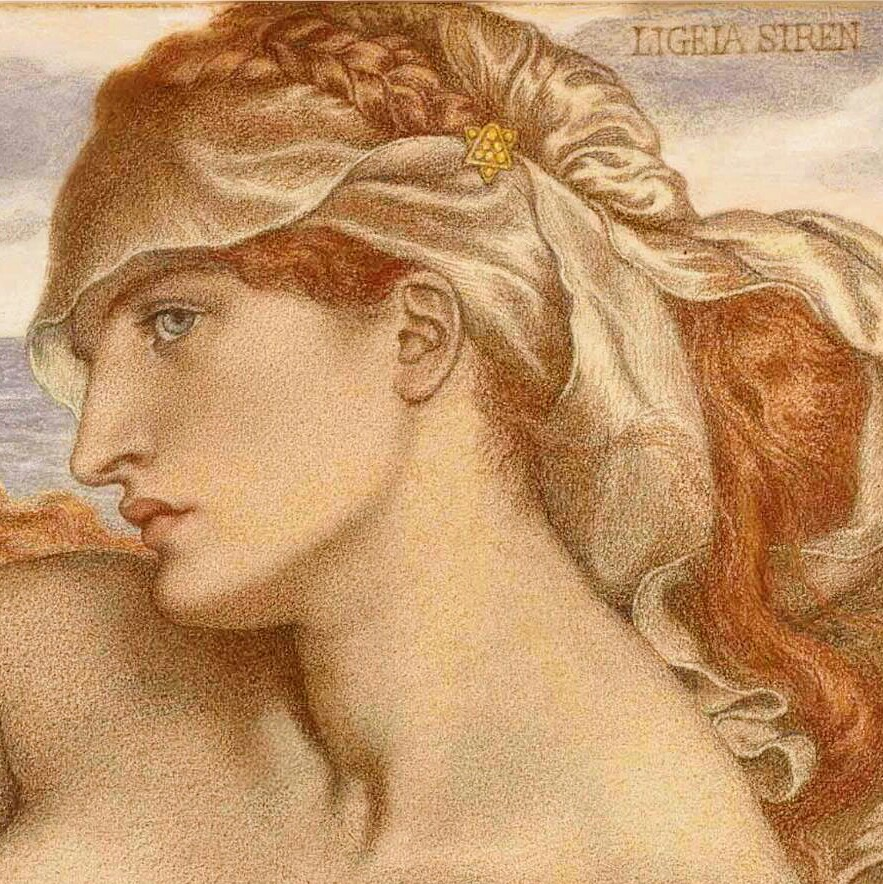
Detalle del rostro de la sirena.
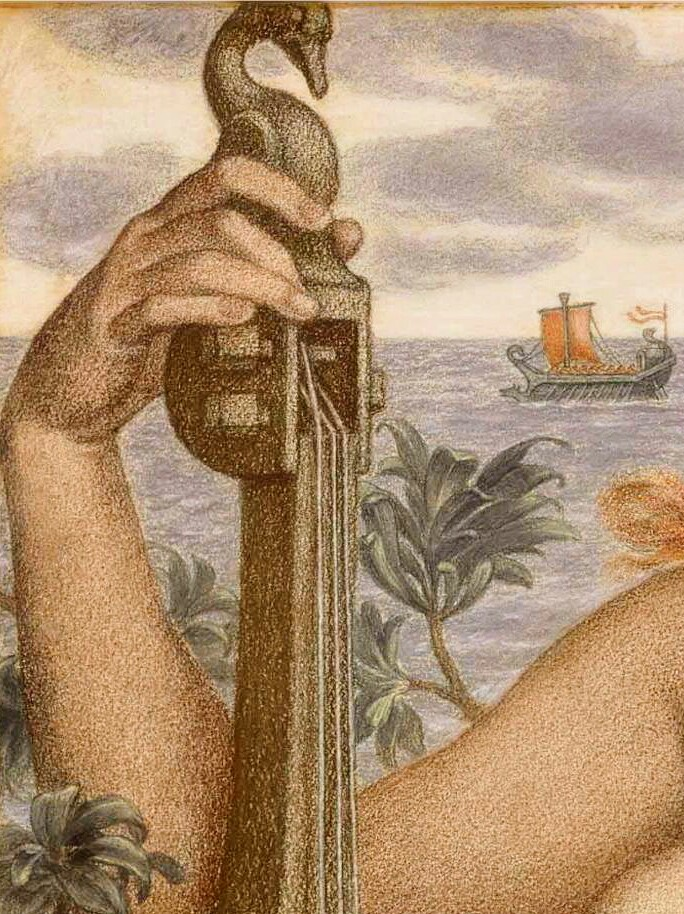
Detalle de la parte superior de la sarinda y el barco del fondo.
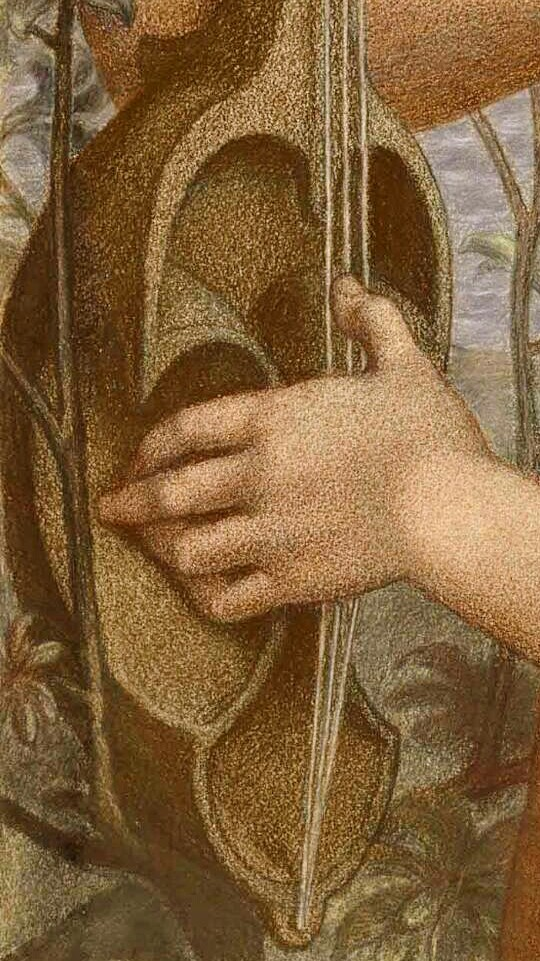
Detalle de la parte inferior de la sarinda.